# Olimpíada Internacional de Matemàtiques
L'Olimpíada Internacional de Matemàtiques (OIM) és una competició matemàtica anual, que consta de 6 problemes i 42 punts, dirigida a estudiants de secundària, i és la més antiga de les Olimpíades Internacionals de Ciències. La primera OIM se celebrà a Romania l'any 1959, i s'ha celebrat cada any excepte en 1980. Al voltant de 100 països hi envien delegacions de fins a 6 estudiants, més un capità, un vicecapità i observadors.
El contingut de les proves va des de problemes d'addició extremadament difícils fins a àrees de les matemàtiques que no es tracten en l'ensenyament secundari i fins i tot tampoc en nivells universitaris, com per exemple geometria projectiva i complexa, equacions funcionals i teoria de nombres, que requereixen amplis coneixements de teoremes relacionats. El càlcul, encara que està permès en les solucions, no és necessari, ja que és un requisit que qualsevol persona que tingui una comprensió bàsica de matemàtiques ha de poder entendre els problemes, fins i tot si el desenvolupament de la solució requereix un coneixement més ampli. Aquells qui estan a favor d'aquest principi asseguren que això permet una major universalitat, i que crea un incentiu per tal de trobar solucions elegants als problemes.
El procés de selecció varia segons el país, però sovint consisteix en un conjunt de proves que admeten cada cop menys estudiants a cada fase del procés. S'atorguen guardons al menor percentatge dels participants individuals. Oficialment no es reconeixen els equips: totes les puntuacions s'atorguen als participants individuals, però sovint es comparen, encara que de forma oficiosa, les puntuacions dels equips. Els participants han de tenir menys de vint anys, i no poden estar inscrits en cap institució d'ensenyament terciari (universitats, instituts de formació tècnica, escoles d'infermeria, laboratoris de recerca, centres d'excel·lència o centres d'educació a distància). Amb aquestes condicions, un estudiant pot participar qualsevol nombre de vegades en les OIM.

## Història
La primera OIM es va celebrar a Romania l'any 1959, i des de llavors s'ha celebrat cada any, excepte en 1980, a causa de conflictes interns a Mongòlia. Les OIM es van fundar inicialment per als països de l'Europa de l'Est que participaven en el Pacte de Varsòvia, sota la influència de la Unió Soviètica, però progressivament s'hi van anar incorporant altres països. A causa d'aquest origen, les primeres OIM es van celebrar només en països d'Europa de l'Est, i gradualment es va ampliar a altres nacions.
Hi ha diferències segons les fonts pel que fa a les seus de les primeres OIM. Això pot ser degut en part al fet que els capitans estan generalment ubicats força lluny dels estudiants, i en part al fet que, després de la competició, els estudiants no estan sempre localitzats a una ciutat durant la resta de les OIM. Les dates exactes de celebració també poden variar, ja que els capitans arriben a la seu abans que els estudiants, i en el cas d'Olimpíades més recents, el Consell Consultiu de l'OIM (IMO Advisory Board) arriba abans que els capitans.
Alguns estudiants, com Zhuoqun Alex Song, Teodor von Burg, Lisa Sauermann, i Christian Reiher han tingut una participació excepcionalment reeixida en les OIM, amb la consecució de diverses medalles d'or. Altres, com Grigory Margulis, Jean-Christophe Yoccoz, Laurent Lafforgue, Stanislav Smirnov, Terence Tao, Sucharit Sarkar, Grigori Perelman, Ngô Bảo Châu i Maryam Mirzakhani han esdevingut matemàtics notables. Alguns antics participants han rebut guardons com la medalla Fields.
El gener de 2011, Google va donar 1 milió d'euros a l'organització de l'Olimpíada Internacional de Matemàtiques. La donació estava destinada a ajudar l'organització a sufragar les següents cinc edicions (2011–2015).

## Puntuació i format
La prova consta de sis problemes, cadascun valorat amb set punts; per tant, la puntuació total màxima és de 42 punts. No es permet fer servir calculadores. L'examen té lloc durant dos dies; els participants tenen 4 hores i mitja per resoldre tres problemes cada dia. Els problemes s'escullen d'entre diverses àrees de les matemàtiques tractades en l'ensenyament secundari, com geometria, teoria de nombres, àlgebra i combinatòria. Aquests problemes no requereixen el coneixement de matemàtiques superiors com el càlcul o l'anàlisi, i les solucions acostumen a ser curtes i elementals. Tot i això, els problemes solen amagar aquesta aparent simplicitat per tal de fer més complicat el procés de resolució. Alguns tipus freqüents de problemes tracten sobre desigualtats, nombres complexos o problemes geomètrics orientats a construccions amb regle i compàs, encara que aquest últim tipus no és tan popular en els darrers anys.
Cada país participant, amb l'excepció del país amfitrió, pot proposar problemes a un Comitè de Selecció de Problemes del país amfitrió, que redueix els problemes proposats a una llista més curta. Els capitans de cada equip arriben a l'OIM uns dies abans que els participants, i configuren el Jurat de l'OIM, que té la responsabilitat sobre totes les decisions formals relacionades amb la competició, com per exemple seleccionar els sis problemes que s'hi plantejaran. El Jurat selecciona els problemes de tal manera que la dificultat creixent sigui P1, P4, P2, P5, P3 i P6. Com que els capitans coneixen els problemes abans que els participants, se'ls aïlla i observa durant la competició.
Les puntuacions per a cada país s'atorguen mitjançant un consens entre el capità i els sotscapità, i els coordinadors del país amfitrió (o el capità del país que ha proposat el problema, en el cas d'atorgar puntuacions al país amfitrió). Si hi ha alguna disputa per a la qual no s'arriba a un consens, val la decisió del coordinador en cap i, en última instància, un jurat.

## Procés de selecció

Un pas intermedi en el procés de resolució d'un problema del American Invitational Mathematics Examination (AIME), part del procés de selecció dels EUA

El procés de selecció per a les OIM varia molt de país a país. En alguns països, especialment els d'Àsia oriental, el procés de selecció consta de diverses proves amb un nivell de dificultat comparable a la mateixa OIM. En altres, com als EUA, els candidats han de superar una sèrie de competicions individuals més senzilles que tenen un grau de dificultat progressiu. En el cas dels EUA, les proves inclouen les American Mathematics Competitions, l'American Invitational Mathematics Examination i la United States of America Mathematical Olympiad, on cadascuna és una competició en si mateixa. Els participants amb les millors puntuacions entren en un campus d'estiu.
El procés de selecció a l'antiga Unió Soviètica i altres països de l'Europa de l'Est consisteix en l'elecció d'un equip amb diversos anys d'antelació, que rep un entrenament específic. Tot i això, aquests mètodes s'han deixat d'utilitzar en alguns països. A Ucraïna, per exemple, les proves de selecció consisteixen en quatre olimpíades comparables a l'OIM pel que fa a la dificultat i a l'estructura.

## Guardons
Els participants s'ordenen segons les seves puntuacions individuals. Aquells que tenen les puntuacions més altes reben medalles, de tal manera que, com a molt, la meitat dels participants en rebin una. Així, les notes de tall (les puntuacions mínimes per tal de rebre una medalla d'or, de plata o de bronze, respectivament) s'escullen de tal manera que la ràtio de les medalles d'or atorgades respecte a les de plata i respecte a les de bronze s'aproximi a 1:2:3. Els participants que no reben una medalla però que aconsegueixen set punts en almenys un problema reben una menció honorífica.
També es poden atorgar premis especials a les solucions d'una especial elegància, o que inclouen bones generalitzacions d'un problema. Les últimes vegades que es van atorgar aquests premis especials foren el 1995 (Nikolay Nikolov, de Bulgària) i el 2005 (Iurie Boreico), però era més freqüent fins a principis de la dècada dels 1980. El premi especial de 2005 fou atorgat a Iurie Boreico, un estudiant de Moldàvia, que va trobar una solució brillant al problema 3, que era una desigualtat en tres variables.
De vegades es trenca la regla de què, com a molt, la meitat dels participants rebin una medalla, si això provoca que el nombre de medalles es desviï massa de la meitat del nombre de participants. Les últimes vegades que va succeir això van ser el 2010, quan les opcions era donar medalles a 226 (43,71%) o a 266 (51,45%) dels 517 participants (excloent els 6 de Corea del Nord, vegeu més avall); el 2012, quan les opcions per atorgar medalles eren a 226 (46,35%) o a 277 (50,55%) dels 548 participants; i el 2013, quan les opcions eren donar medalles a 249 (47,16%) o a 278 (52,65%) dels 528 participants.

## Penalitzacions
Corea del Nord va ser desqualificada per fer trampes durant la 32a edició del 1991 i durant la 51a edició del 2010. És l'únic país que ha estat acusat de fer trampes. Tot i això, hi ha debat sobre si realment Corea del Nord va fer trampes, especialment en la 51a edició.

## Problema 2 de la IMO 2011
El problema 2 de la IMO 2011 va ser un problema de l'Olimpíada Internacional de Matemàtiques, molt conegut per la seva dificultat.

## Edicions futures i recents de l'Olimpíada

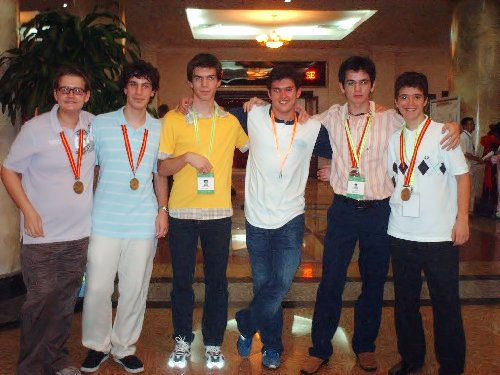
Membres de l'equip grec de l'Olimpíada de 2007

- La 51a OIM[21] va tenir lloc a Astana, Kazakhstan, del 2 al 15 de juliol de 2010.[22]
- La 52a OIM[23] va tenir lloc a Amsterdam, Països Baixos, del 13 al 24 de juliol de 2011.[24]
- La 53a OIM[25] va tenir lloc a Mar del Plata, Argentina, del 4 al 16 de juliol de 2012.[26]
- La 54a OIM[27] va tenir lloc a Santa Marta, Colòmbia, del 18 al 28 de juliol de 2013.[28][29]
- La 55a OIM va tenir lloc a Ciutat del Cap, Sud-àfrica, del 3 al 13 de juliol de 2014.
- La 56a OIM va tenir lloc a Chiang Mai, Tailàndia el 2015.
- La 57a OIM va tenir lloc a Hong Kong del 6 al 16 de juliol de 2016.[30]
- La 58a OIM tindrà lloc al Brasil el 2017.
- La 59a OIM tindrà lloc a Romania el 2018.
- La 60a OIM tindrà lloc al Regne Unit el 2019.

## Participacions destacades

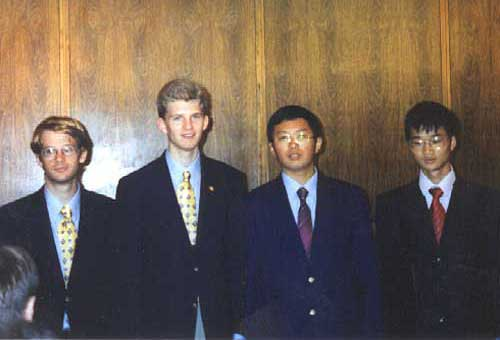
D'esquerra a dreta, Gabriel Carroll (EUA), Reid Barton (EUA), Liang Xiao (Xina), i Zhiqiang Zhang (Xina), els quatre participants amb puntuació màxima en l'OIM de 2011 celebrada als Estats Units

Els següents països han aconseguit la puntuació màxima per equips:
- Xina, 19 cops (des de la seva primera participació el 1985 fins a 2014): 1989, 1990, 1992, 1993, 1995, 1997, 1999, 2000, 2001, 2002, 2004, 2005, 2006, 2008, 2009, 2010, 2011, 2013 i 2014;
- Unió Soviètica, 14 cops: 1963, 1964, 1965, 1966, 1967, 1972, 1973, 1974, 1976, 1979, 1984, 1986, 1988, 1991;
- Hongria, 6 cops: 1961, 1962, 1969, 1970, 1971, 1975;
- Estats Units, 6 cops: 1977, 1981, 1986, 1994, 2015, 2016;
- Romania, 5 cops: 1959, 1978, 1985, 1987, 1996;
- República Federal d'Alemanya, 2 cops: 1982 i 1983;
- Rússia, 2 cops: 1999 i 2007;
- Bulgària, 1 cop: 2003;[31]
- Iran, 1 cop: 1998;
- Corea del Sud, 1 cop: 2012;
- República Democràtica d'Alemanya, 1 cop: 1968.

Els següents països han aconseguit que tots els seus membres hagin rebut medalles d'or, amb una configuració màxima de participants:
- Xina, 11 cops: 1992, 1993, 1997, 2000, 2001, 2002, 2004, 2006, 2009, 2010 i 2011.[32]
- Estats Units, 3 cops: 1994, 2011 i 2016.[33]
- Rússia, 2 cops: 2002 i 2008.[34]
- Corea del Sud, 1 cop: 2012.[35]
- Bulgària, 1 cop: 2003.[36]

Els únics països que han aconseguit que la totalitat del seu equip aconseguís una puntuació perfecta a les OIM han estat els Estats Units (en l'edició de 1994, entrenats per Paul Zeitz) i Luxemburg, amb un equip d'un sol participant, que va obtenir una puntuació perfecta en l'edició de 1981. La gesta de l'equip dels Estats Units va ser coberta per la revista Time. Hongria va guanyar l'edició de 1975 d'una manera poc habitual, ja que cap dels seus 8 integrants va rebre una medalla d'or (cinc de plata i tres de bronze). La segona plaça fou per la República Democràtica Alemanya, que tampoc va aconseguir cap medalla d'or (quatre de plata i quatre de bronze).
Alguns participants han tingut puntuacions altes o han rebut medalles de manera consistent: el juliol del 2015, Zhuoqun Alex Song (Canadà) és el participant amb més èxits amb cinc medalles d'or (incloent una puntuació perfecta el 2015) i una medalla de bronze. Reid Barton (Estats Units) fou el primer participant a guanyar una medalla d'or quatre cops (1998-2001). Christian Reiher (Alemanya), Lisa Sauermann (Alemanya), Teodor von Burg (Sèrbia) i Nipun Pitimanaaree (Tailàndia) són els altres participants que han aconseguit quatre medalles d'or (2000–03, 2008–11, 2009–12, 2010–13 i 2011-2014 respectivament); Reiher també va rebre una medalla de bronze (1999), Sauermann una medalla de plata (2007), von Burg una medalla de plata (2008) i una de bronze (2007), i Pitimanaaree una medalla de plata (2009). Wolfgang Burmeister (República Democràtica d'Alemanya), Martin Härterich (República Federal d'Alemanya), Iurie Boreico (Moldàvia) i Jeck Lim (Singapur) són els únics altres participants, a part de Reiher, Sauermann, von Burg i Pitimanaaree, que han aconseguit cinc medalles amb almenys tres d'or. Ciprian Manolescu (Romania) ha aconseguit una puntuació màxima (42 punts) per aconseguir medalla d'or més cops que ningú més en la història de la competició, aconseguint-ho les tres vegades que va participar en les OIM (1995, 1996 i 1997). Evgenia Malinnikova (Unió Soviètica) és la participant femenina que ha aconseguit una puntuació més alta en la història de l'OIM: té 3 medalles d'or en les edicions de 1989 (41 punts), 1990 (42) i 1991 (42), i només li va faltar un punt el 1989 per igualar la gesta de Manolescu.
Terence Tao (Austràlia) va participar en les edicions de 1986, 1987 i 1988, on va guanyar bronze, plata i or, respectivament. Va aconseguir la medalla d'or just quan feia tretze anys en l'edició de 1988, essent així la persona més jove fins al moment en rebre una medalla d'or (fita igualada el 2011 per Zhuoqun Alex Song del Canadà). Tao és també el medallista més jove, amb una medalla de bronze el 1986 quan tenia deu anys. El següent fou Raúl Chávez Sarmiento (Perú) l'any 2009, quan tenia onze anys. Noam Elkies (Estats Units) va rebre una medalla d'or amb una puntuació perfecta el 1981 quan tenia catorze anys. Cal notar que tant Elkies com Tao podrien haver participat en posteriors edicions de l'OIM, però van començar els seus estudis universitaris i, per tant, ja no podien ser candidats.

## Cobertura mediàtica
- Es va realitzar un documental, "Hard Problems: The Road To The World's Toughest Math Contest" sobre l'equip dels Estats Units de l'Olimpíada de 2006.[46]
- La BBC va emetre un documental titulat Beautiful Young Minds el juliol de 2007.
- La BBC va produir una pel·lícula de ficció titulada X+Y, estrenada el setembre de 2014, on explicava la història d'un noi autista que va participar en l'Olimpíada.